# Solanum infundibuliforme
Solanum infundibuliforme là loài thực vật có hoa trong họ Cà. Loài này được Phil. miêu tả khoa học đầu tiên năm 1891.